# 5 MBC 뉴스 전남동부권
《5 MBC 뉴스 전남동부권》은 여수MBC에서 매주 월요일부터 금요일 오후 5시에 방송되었던 여수 지역 저녁 뉴스 프로그램이다.

## 앵커
- 무작위 여수MBC 아나운서

## 경쟁 프로그램
- kbc 뉴스와이드 (kbc TV)